# Overnachtingshaven
Een overnachtingshaven is een binnenhaven waar schippers kunnen overnachten. In sommige havens kunnen ze enkele dagen blijven liggen. Langs de grote rivieren van Nederland zijn enkele havens formeel aangewezen en ingericht als overnachtingshaven. Rijkswaterstaat (RWS) definieert die in de nota ‘’ (1985) als volgt: "Overnachtingshavens zijn rustplaatsen waar binnenschepen veilig kunnen overnachten." Overnachtingsplaatsen mogen niet langer dan circa 2 uur varen (circa 30 kilometer) uit elkaar liggen, zodat schippers zich aan de voorgeschreven vaar- en rusttijden uit de Binnenvaartwet kunnen houden. Afhankelijk van de plaats mogen schepen maximaal 24 uur of 3 keer 24 uur aanleggen.
Er waren anno 2018 formeel drie overnachtingshavens:
- Lobith, Kmr 863,400
- IJzendoorn, Kmr 907,800
- Haaften, Kmr 936,000

Anno 2023 meldt het Rijnvaartpolitiereglement bovendien overnachtingshavens in Spijk en Bergambacht. Deze zijn eind 2022 en begin 2024 gereedgekomen. Die in Bergambacht ligt aan de Beneden-Lek en is daarmee de eerste die niet aan het traject Boven-Rijn-Waal ligt.
Kmr staat voor Kilometerraai.

## Het gebruik
In de nota Uitwijkhavens pleitte de toenmalige minister al voor een onderlinge afstand van maximaal 30 kilometer. RWS motiveerde in die nota de aanleg mede als volgt: "Bovendien versperren de schepen die voor anker liggen een deel van de vaarweg, waardoor er minder ruimte is voor inhaalmanoeuvres. De doorgaande scheepvaart is daarom verplicht om 's nachts snelheid te minderen. In de nabije toekomst is het verboden om langs de vaarweg voor anker te liggen. Langs de Waal moeten daarom voldoende veilige en rustige ligplaatsen beschikbaar komen in overnachtingshavens." RWS constateerde in 2011 dat de overnachtingshavens steeds meer een rol zijn gaan vervullen in het sociale leven van schippers.
De havens dienen de binnenschippers de gelegenheid te bieden te kunnen voldoen aan de vaar- en rusttijdenregeling, alsmede aan de bemanningsvoorschriften. De bemanningen moeten er kunnen worden gewisseld. Bovendien moet er gelegenheid zijn voor de opvarenden van de schepen om boodschappen te kunnen doen en hun kinderen in het weekend van en naar het schippersinternaat te halen en brengen. Daarnaast zijn ze in het algemeen van belang in geval van calamiteiten op en langs de waterwegen.
Ook Staatssecretaris Huizinga heeft in maart 2008 in de Tweede Kamer opnieuw de wens uitgesproken om op belangrijke vaarwegen een overnachtingshaven om de 30 km te realiseren. Er wordt naar gestreefd om in alle havens standaard een autoafzetplaats te behouden of te realiseren. Ze zal ook nagaan welke mogelijkheden er zijn om ze in het gebruik flexibeler te maken en beter toe te snijden op de huidige tijd. Dat wil zeggen dat er niet alleen mogelijkheden moeten zijn om op de wal te komen, maar daarvandaan ook naar de openbare weg. Door internationale afspraken en veiligheidsvoorschriften is het gebruik van hekken hand over hand toegenomen, met grote overlast voor de schippers.

## Meldingsplicht
De wet eist een meldingsprocedure  Ter wille van veiligheid en efficiënt gebruik heeft Rijkswaterstaat een meldprocedure ingesteld. Schippers  moeten zich al voor het invaren melden via marifoonkanaal VHF 64 bij de Verkeerspost Nijmegen (voor Lobith) of Verkeerspost Tiel (voor IJzendoorn en Haaften). De verkeerspost kan schippers die ter plaatse niet bekend zijn aanwijzingen geven voor de invaart, die vaak lastig is. De Raad voor de Transportveiligheid (RvTV) stelt dat de verkeerspost dat in voorkomende gevallen ongevraagd kan en moet doen. Verder heeft de verkeerspost bij een calamiteit met één druk op de knop een volledig overzicht van de schepen in de haven en het aantal personen aan boord. 
Rijkswaterstaat, als beheerder van deze havens, wil het gebruik efficiënt benutten. Het belang van een goede registratie van de aanwezige schepen in de havens is daarbij groot. In geval van een calamiteit heeft een verkeerspost met één druk op de knop een volledig overzicht van de schepen die in de haven liggen afgemeerd en het aantal personen aan boord. Er is daarom voor de schippers een meldingsplicht (artikel 14.11 Rijnvaartpolitiereglement).

## Voorschriften
Het is in de haven zonder toestemming van de verkeerspost verboden:
- schepen te laden of te lossen;
- goederen of andere voorwerpen op de oever of op een aanlegsteiger te plaatsen;
- tanks te ontgassen;
- passagiers aan boord te nemen of aan de wal te zetten;
- schepen zonder bewaking aan boord te laten stilliggen;
- met drijvende voorwerpen of drijvende inrichtingen in te varen;
- in te varen met schepen, die verplicht zijn de tekens bedoeld in het Rijnvaartpolitiereglement, artikel 3.14, tweede en derde lid, te voeren [bedoeld wordt: kegelschepen];
- langer dan drie opeenvolgende dagen ligplaats te nemen en daaraan aansluitend binnen twaalf uren wederom ligplaats te nemen;
- met het achterschip naar de wal ligplaats te nemen

De waardeoordelen die over de volgende havens zijn opgenomen zijn uit een inventarisatie van Koninklijke Schuttevaer.

## Overnachtingshavens Boven-Rijn en Waal

### Spijk, Kmr 860
Van 2021 tot 2024 is in Spijk een haven aangelegd in de Beijenwaard. Deze opent op 1 februari 2024 en is te beschouwen als een uitbreiding van de Lobithse haven, die vier kilometer stroomafwaarts ligt.

### Lobith, Kmr 863,4
De waterstanden in de overnachtingshaven bij Tuindorp wisselen met de afvoer van de rivier en kunnen meer dan 8 meter verschillen. Er zijn derhalve drijvende steigers, die langs lange palen op en neer gaan. De haven is niet toegankelijk voor duwstellen en een openbare autoafzetplaats ontbreekt. In de bestaande overnachtingshaven zijn er slechts beperkte mogelijkheden. Daarnaast geldt dat de overnachtingshaven over onvoldoende capaciteit beschikt. Het aantal ligplaatsen moet daarom worden uitgebreid. Anno 2008 is onderzoek gedaan naar de mogelijkheden om de overnachtingshaven bij Tuindorp vervroegd te moderniseren. Minister Schultz van Haegen heeft medio 2012 de opdracht gegeven om te komen tot verbeteringsvoorstellen. Het aantal ligplaatsen voor de binnenscheepvaart moest worden uitgebreid tot circa zeventig.
Samen met Rijkswaterstaat en de gemeente Rijnwaarden heeft de provincie Gelderland de locaties Beijenwaard, Bijland en Oude Waal onderzocht. In 2014 ging de voorkeur uit naar modernisering van Tuindorp in combinatie met een nieuwe haven bij Spijk. De verdeling van de ligplaatsen over de havens en ontwerp en inpassing moesten nog uitgewerkt worden. Voor de realisatie van de circa 70 ligplaatsen was een budget van 119,4 miljoen euro beschikbaar. De oplevering van de overnachtingshaven staat gepland in 2019.

### IJzendoorn, Kmr 907,8
Dit oude zandgat, oostelijk van het dorp, is omgebouwd tot overnachtingshaven. Deze haven is sinds 1997 in gebruik met een capaciteit van 60 schepen. Ook hier gaan de drijvende steigers met de wisselende waterstanden op de Waal mee. Het verschil tussen lage en hoge waterstanden kan hier zelfs oplopen tot ongeveer tien meter. De haven voorziet in een grote behoefte en loopt tegen een capaciteitsprobleem aan. De haven is niet verboden voor pleziervaartuigen en die kunnen bij afmeren aan steiger 6 hinder veroorzaken voor beroepsvaartuigen. De ligging van de steigers is ongunstig bij een harde zuid- tot zuidwestenwind. De kwaliteit van de voorzieningen wordt voorbeeldig genoemd en de haven is dan ook populair bij schippers.
Volgens het voorlopige Ligplaatsenbeleidsplan van Rijkswaterstaat zal de haven worden uitgebreid met extra steigers. De steigers aan de noordoever zullen aangepast worden voor schepen van 135 meter. Voor langere vaartuigen is IJzendoorn ongeschikt. Na de uitvoering van de werkzaamheden telt de haven 70 ligplekken.

### Haaften, Kmr 936,0
Dit voormalige zandgat was bedoeld als industriehaven, maar bleek overbodig en is overnachtingshaven sinds 1985, met een capaciteit van 25 tot 30 schepen.  De vier drijvende steigers en de faciliteitensteiger hebben een loopverbinding met de wal. Ook loopt er vanaf de drijvende steigers een verharde weg naar de dijk nabij het dorp Haaften. Bij hoogwater is de invaart gecompliceerd en is er geen verbinding met de wal. Schepen met gevaarlijke stoffen en recreatievaart mogen na toestemming van de verkeersleiding aanmeren. De haven heeft een dienstensteiger voor het van en aan boord zetten van personen en materiaal, zoals auto’s. Deze is voor grote schepen lastig bereikbaar, de kwaliteit van de faciliteiten laat te wensen over, en de haven kan piekbelastingen niet aan, maar moet volgens het Ligplaatsenbeleidsplan uitgebreid worden naar 70 ligplaatsen en geschikt gemaakt worden voor schepen van 135 meter.

## Overnachtingshaven Beneden-Lek

### Bergambacht
Langs de Lek waren er nauwelijks geschikte plaatsen voor een overnachtingshaven en op het traject van 50 kilometer tussen Rotterdam en Nieuwegein was er slechts een ligplaats voor één schip. In de voorhaven van de Prinses Beatrixsluizen kon overnacht worden, maar de capaciteit schoot geregeld tekort. Bij Bergambacht werd bij de veerstoep een terrein gevonden waar  in de jaren 1990 in strekdam aangelegd was. Door uitgraving achter de strekdam is een haven voor acht schepen ontstaan. Deze is in december 2022 geopend.

## Alternatieven
Het overnachten met een binnenschip achter het anker op de rivier wordt steeds gevaarlijker. Door het steeds verder gaande proces van professionalisering van de bedrijfstak neemt de wens om - zeker internationaal - continu te varen toe. Achter het anker op stroom rustig kunnen slapen wordt daarmee steeds minder mogelijk. Een aantal ankerplaatsen op de Waal (ook voor gebruik van de spudpalen) zijn vastgesteld, waaronder die bij Hellouw en Nieuwaal, kmr 939,4.

### Boven-Rijn
- Kmr 862,7, ten oosten van de Lobithse haven. De autosteiger is nagenoeg onbruikbaar voor schepen met een lengte van meer dan 110 meter wanneer boven de autosteiger meer dan twee schepen naast elkaar liggen afgemeerd.

### Waal
Hier zijn meerdere havens geschikt om te overnachten, alleen zijn die er niet speciaal voor ingericht en zijn de mogelijkheden beperkt:
- Kmr 883,8 – 884,45 Waalkade Nijmegen, voor passagiersschepen en schepen in het goederenvervoer. Het gaat om het aanleggen voor korte duur: auto van of aan boord zetten, wisselen van bemanningsleden, reparaties of levering van diverse goederen en ook een overnachting. Voordeel van de kade is, dat opvarende en kopvoor aanleggende en vertrekkende schepen geen bijzondere manoeuvres behoeven uit te voeren.
- Kmr 887,0 De voorhaven bij de sluizen te Weurt, deze is echter ongeschikt voor duwstellen en gekoppelde samenstellen.
- Kmr 913 - 914 De voorhaven bij de sluizen te Tiel van het Amsterdam-Rijnkanaal,
- Kmr 926 Het toeleidingskanaal naar sluis St. Andries, voor enkele schepen (geen duwstel zijnde)
- Kmr 956 De voorhaven van de Grote Merwedesluis van het Merwedekanaal te Gorinchem is tegelijkertijd vluchthaven. Achter het remmingwerk van de sluis is een ligplaats voor maximaal twee schepen met 1 blauwe kegel. De gemeente Gorinchem heeft bedenkingen tegen de aanwezigheid van deze kegel-ligplaats dicht bij de bebouwde kom. Op de steigers aan de zuidkant van de haven is plaats voor ten hoogste zes overnachters.[9]
- Kmr 984 In Dordtsche Kil Haven De Wacht te 's-Gravendeel

## 2008-2030
Het ligplaatsenbeleidsplan van Rijkswaterstaat uit 2008 stelt een tekort aan overnachtings- en wachtplaatsen vast tussen Lobith en Woudrichem. Daarom worden nieuwe overnachtingshavens in Lobith en Weurt voorgesteld en zullen IJzendoorn en Haaften uitgebreid worden. De nieuwe haven in Lobith zal de bestaande haven vervangen. In Weurt liggen overnachters nu in de voorhaven, tussen de schepen die voor de sluis wachten. In de praktijk botsen deze functies met elkaar en de nieuwe haven moet de capaciteit vergroten en de functies scheiden.
De vernieuwingen moeten tot 2030 voldoende ligplaatsen opleveren, ook voor kegelschepen (schepen met gevaarlijke stoffen) en voor nieuwe scheepsklassen met lengtes van 135 en eventueel meer. Anno 2009 heeft de minister deze plannen nog niet goedgekeurd.

### Beleidsmatige achtergronden
Rijkswaterstaat baseert de uitbreidingsplannen op een "middenscenario". Dit voorziet in een vervoersgroei van 150 miljoen ton in 2005 naar 190 miljoen in 2030. Aangezien het gemiddeld scheepstonnage in dezelfde periode oploopt van 1750 naar circa 3000, zal het jaarlijkse aantal scheepsbewegingen de op de Waal de huidige 160 000 niet te boven gaan. Op veel nieuwe binnenschepen zijn bovendien spudpalen gemonteerd, zodat ze op de rivier kunnen ankeren buiten de vaargeul. Niettemin wordt uitbreiding noodzakelijk gevonden, omdat men het afmeren langs zeer drukke vaarwegen, ook aan meerpalen bij ankerplaatsen, in verband met de schaalvergroting nautisch ongewenst vindt. Op de achtergrond speelt het Rijnverdrag mee, waaraan Nederland zich gecommitteerd heeft. Dit verdrag houdt houdt een verandering van filosofie in: in het verleden was ankeren toegestaan, tenzij het uitdrukkelijk verboden werd; tegenwoordig is ankeren verboden, behalve op plaatsen waar de overheid het toestaat. Zolang er een tekort aan ligplaatsen is, wordt het aanmeren bij ankerplaatsen nog geaccepteerd, maar zodra de havenuitbreidingen gerealiseerd zijn, zal Rijkswaterstaat de meerpalen verwijderen. Over de opkomst van de 24-uursvaart, met schepen waar bemanningen elkaar aflossen, rept het plan niet.